# Lauren Hewitt
Pour les articles homonymes, voir Hewitt.
Lauren Hewitt, née le 25 novembre 1978 à Warracknabeal (État de Victoria), est une athlète australienne. Elle a participé à trois éditions des Jeux olympiques d'été consécutivement. Elle a obtenu ses meilleurs résultats lors des jeux du Commonwealth, obtenant une médaille de bronze sur 200 m en 1988.
Ses performances lors des championnats du monde de 1999 furent le sommet de sa carrière. Sur 100 m, sa plus faible discipline, elle terminait dans le top 16, améliorant son meilleur temps en quart de finale (11 s 29) et en demi-finale (11 s 28). Elle se surpassa encore sur 200 m, terminant deuxième de sa série puis troisième de son quart de finale. En demi, elle améliorait sa meilleure performance personnelle en 22 s 54 pour se qualifier pour la finale. Elle s'améliorait encore et se classait septième mondiale en 23 s 53.

## Palmarès

### Jeux olympiques d'été
- Jeux olympiques d'été de 1996 à Atlanta ( États-Unis)
  - 7e avec le relais 4 × 100 m
- Jeux olympiques d'été de 2000 à Sydney ( Australie)
  - éliminée en quart de finale sur 100 m
  - éliminée en demi-finale sur le 200 m
  - éliminée en série avec le relais 4 × 100 m
- Jeux olympiques d'été de 2004 à Athènes ( Grèce)
  - éliminée en quart de finale sur 200 m

### Championnats du monde d'athlétisme
- Championnats du monde d'athlétisme de 1997 à Athènes ( Grèce)
  - éliminée en quart de finale sur 100 m
  - éliminée en quart de finale sur 200 m
  - éliminée en demi-finale avec le relais 4 × 100 m
- Championnats du monde d'athlétisme de 1999 à Séville ( Espagne)
  - éliminée en demi-finale sur 100 m
  - 7e sur 200 m
- Championnats du monde d'athlétisme de 2001 à Edmonton ( Canada)
  - éliminée en demi-finale sur 200 m
- Championnats du monde d'athlétisme de 2003 à Paris ( France)
  - éliminée en demi-finale sur 200 m
  - éliminée en série avec le relais 4 × 100 m
- Championnats du monde d'athlétisme de 2005 à Helsinki ( Finlande)
  - éliminée en série sur 200 m

### Jeux du Commonwealth
- Jeux du Commonwealth de 1998 à Kuala Lumpur ( Malaisie)
  - 4e sur 100 m
  -  Médaille de bronze sur 200 m
  -  Médaille d'or en relais 4 × 100 m
- Jeux du Commonwealth de 2002 à Manchester ( Angleterre)
  - éliminée en demi-finale sur 100 m
  -  Médaille de bronze sur 200 m
  - 4e en relais 4 × 100 m
  -  Médaille d'or en relais 4 × 400 m
- Jeux du Commonwealth de 2006 à Melbourne ( Australie)
  -  Médaille de bronze en relais 4 × 100 m